# Rio do Meio (vattendrag i Brasilien, Bahia, lat -13,33, long -44,57)
Rio do Meio är ett vattendrag i Brasilien.   Det ligger i delstaten Bahia, i den östra delen av landet, 500 km nordost om huvudstaden Brasília.
Omgivningen kring Rio do Meio är huvudsakligen savann. Området är mycket glesbefolkat, med 3 invånare per kvadratkilometer.